# Racing Club de Basse-Terre
Maillots
Le Racing Club de Basse-Terre est un club de football basé dans la ville de Basse-Terre en Guadeloupe. Il évolue dans le championnat de la Régionale 2 Guadeloupéenne.

## Palmarès
- Championnat de Guadeloupe (3) :
  - 1968, 1999, 2004

- Coupe de Guadeloupe (8) :
  - 1942, 1951, 1952, 1959, 1991, 2001, 2004, 2009